# Windischeschenbach
Windischeschenbach település Németországban, azon belül Bajorországban. Lakosainak száma 4984 fő (2023. december 31.).

## Népesség
A település népessége az elmúlt években az alábbi módon változott:
| Lakosok száma | 1071 | 4413 | 6327 | 5850 | 5095 | 5002 | 5020 | 5014 | 4930 | 4984 |
|               | 1875 | 1950 | 1975 | 1987 | 2012 | 2014 | 2016 | 2017 | 2021 | 2023 |